# 1185
| [ Edytuj tabelę ]                |                                                            |
| Książę Małopolski                | - 1177 Kazimierz II Sprawiedliwy 1194                      |
| Książę Wielkopolski              | - 1177 Odon Mieszkowic 1194 - 1182 Mieszko III Stary 1202  |
| Król Angkoru                     | - 1181 Dżajawarman VII 1218                                |
| Król Anglii                      | - 1154 Henryk II 1189                                      |
| Król Aragonii i hrabia Barcelony | - 1164 Alfons II Aragoński 1196                            |
| Książę Bawarii                   | - 1183 Ludwik I 1231                                       |
| Margrabia Brandenburgii          | - 1184 Otto II 1205                                        |
| Książę Burgundii                 | - 1162 Hugo III 1192                                       |
| Cesarz Bizancjum                 | - 1183 Andronik I Komnen 1185 - 1185 Izaak II Angelos 1195 |
| Car Bułgarii                     | - 1185 Teodor-Piotr 1187                                   |
| Cesarz Chin                      | - 1162 Song Xiaozong 1189                                  |
| Książę Czech                     | - 1178 Fryderyk 1189                                       |
| Król Danii                       | - 1182 Kanut VI 1202                                       |
| Władca Egiptu                    | - 1171 Saladyn 1193                                        |
| Król Francji                     | - 1180 Filip II August 1223                                |
| Król Gruzji                      | - 1184 Tamara 1213                                         |
| Hrabia Holandii                  | - 1157 Floris III 1190                                     |
| Cesarz Japonii                   | - 1180 Antoku 1185 - 1183 Go-Toba 1198                     |
| Kalif                            | - 1180 An-Nasir 1225                                       |
| Król Kastylii                    | - 1158 Alfons VIII Szlachetny 1214                         |
| Patriarcha Konstantynopola       | - 1183 Bazyli II Kamater 1186                              |
| Władca Korei                     | - 1170 Myŏngjong 1197                                      |
| Król Leónu                       | - 1157 Ferdynand II 1188                                   |
| Kalif Maroka                     | - 1184 Jakub al-Mansur 1199                                |
| Król Nawarry                     | - 1150 Sancho VI 1194                                      |
| Król Norwegii                    | - 1177 Sverre Sigurdsson 1202                              |
| Hrabia Palatynatu                | - 1155 Konrad Hohenstauf 1195                              |
| Papież                           | - 1181 Lucjusz III 1185 - 1185 Urban III 1187              |
| Król Portugalii                  | - 1139 Alfons I 1185 - 1185 Sancho I 1211                  |
| Sułtan Rumu                      | - 1156 Kilidż Arslan II 1192                               |
| Książę Rusi halickiej            | - 1153 Jarosław Ośmiomysł 1187                             |
| Cesarz Rzymski (niemiecki)       | - 1155 Fryderyk I Barbarossa 1190                          |
| Książę Saksonii                  | - 1180 Bernard III 1212                                    |
| Król Szkocji                     | - 1165 Wilhelm I 1214                                      |
| Król Szwecji                     | - 1173 Knut Eriksson 1196                                  |
| Doża Wenecji                     | - 1178 Orio Mastropiero 1192                               |
| Król Węgier                      | - 1172 Bela III 1196                                       |

Rok 1185 / MCLXXXV
stulecia: XI wiek ~
XII wiek ~
XIII wiek

lata: 1175 «
1180 «
1181 «
1182 «
1183 «
1184 «
1185
» 1186
» 1187
» 1188
» 1189
» 1190
» 1195

## Wydarzenia w Polsce
- 20 stycznia – pierwsza wzmianka źródłowa o targu książęcym in Novo Wladislaw, który jest zaczątkiem Inowrocławia.
- Rozpoczęto budowę kościoła św. Floriana w Krakowie.

## Wydarzenia na świecie
- 25 kwietnia – w cieśninie Shimonoseki (Japonia) doszło do bitwy morskiej zwanej Dan-no-ura, która zakończyła wojnę Gempei.
- 12 września – obalony cesarz bizantyjski Andronik I został zlinczowany przez tłum na hipodromie w Konstantynopolu.
- 25 listopada – Urban III został wybrany na papieża.
- 6 grudnia – Sancho I został królem Portugalii.
- Wołoscy arystokraci, bracia Asen i Piotr, wzniecili powstanie przeciwko Bizancjum[1].

## Urodzili się
- 23 kwietnia – Alfons II Gruby, król Portugalii (zm. 1223).
- Leszek Biały, książę sandomierski, syn Kazimierza Sprawiedliwego (ur. 1184 lub 1185; zm. 1227)

## Zmarli
- 16 marca – Baldwin IV Trędowaty, król jerozolimski (ur. 1161)
- 25 kwietnia – Antoku, cesarz Japonii (ur. 1178)
- prawdopodobnie 16 czerwca ok. 1185 – Ryksa śląska, księżniczka śląska i cesarzowa hiszpańska z dynastii Piastów (ur. między 1130 a 1140)
- 12 września – Andronik I Komnen, cesarz bizantyjski (ur. ok. 1123)
- 6 grudnia – Alfons I Zdobywca, król Portugalii (ur. 1109)